# 古滕施泰因
古滕施泰因是奥地利下奥地利州维也纳新城城郊县的一个市镇。总面积104.2平方公里，总人口1441人，人口密度13.8人/平方公里（2005年）。